# Hedensbyn, Överkalix
Hedensbyn är en småort i Överkalix kommun, Norrbottens län.